# Xenopsylla nesokiae
Xenopsylla nesokiae är en loppart som beskrevs av Ioff 1946. Xenopsylla nesokiae ingår i släktet Xenopsylla och familjen husloppor. Inga underarter finns listade i Catalogue of Life.